# Санджо (музыка)
Санджо (кор. 산조?, 散調?) — стиль традиционной инструментальной корейской музыки. Исполняется солирующим инструментом, как правило, в сопровождении барабана чангу. В качестве солирующего инструмента может выступать каягым, комунго, аджэн, хэгым, тэгым, пхири и др. инструменты.

## История
Санджо возникло из шаманской музыки синави (시나위) и пхансори в конце XIX века. Ким Чханджо (김창조) (1867—1919) переработал несколько шаманских мелодий для каягыма, создав таким образом жанр санджо. Позже, в начале XX века, были созданы санджо для комунго, тэгыма и хэгыма. 
Традиционно санджо считается формой музыки минсогак.

## Комментарии
1. ↑  В русскоязычных источниках иногда ошибочно передаётся как саньё.